# Tendo
Tendō (天童市; -shi) é uma cidade japonesa localizada na província de Yamagata.
Em 2003, a cidade tinha uma população estimada em 63 577 habitantes e uma densidade populacional de 562,58 h/km². Tem uma área total de 113,01 km².
Recebeu o estatuto de cidade a 1 de Outubro de 1958.